# Tiêu dùng phô trương
Tiêu dùng phô trương (một số tài liệu ở Việt Nam còn gọi là sự tiêu dùng nhằm thể hiện, sự tiêu dùng nhằm khoe khoang, sự tiêu thụ trưng phô) là một thuật ngữ kinh tế học để chỉ một loại hành vi tiêu dùng. Người ta tiêu dùng để cho mọi người xung quanh thấy mình ở địa vị xã hội nào đó, dù thực có địa vị xã đó hay không. Thuật ngữ này (tiếng Anh: conspicuous consumption) do Thorstein Veblen (1857-1929) đặt ra vào năm 1899 trong tác phẩm The Theory of the Leisure Class. Trong tác phẩm này, Veblen mô tả hành vi tiêu dùng của tầng lớp mới giàu (Veblen gọi họ là leisure class trong tác phẩm của mình) cuối thế kỷ 19 nhờ công nghiệp hóa ở Hoa Kỳ.
Nhiều nghiên cứu thống kê đã cho thấy tiêu dùng phô trương là có trong thực tế. Chẳng hạn, Charles et al (2007) cho thấy người gốc Phi và người gốc Mỹ Latinh ở Hoa Kỳ có xu hướng dành một tỷ lệ lớn chi tiêu của mình cho những hàng hóa trưng diện được (như ô tô, quần áo, đồ trang sức) hơn so với người da trắng có cùng mức sống. Grossman and Shapiro (1988) tìm hiểu thấy có những người sẵn sàng mua hàng nhái (hàng gắn nhãn hiệu nổi tiếng nhưng không phải do hãng sở hữu nhãn hiệu đó sản xuất thực) hơn là mua hàng có cùng chất lượng nhưng không gắn nhãn hiệu nổi tiếng chứng tỏ họ cần nhãn hiệu để thỏa mãn nhu cầu trưng phô.
Nguyên nhân dẫn tới hành vi tiêu dùng phô trương được Veblen chỉ ra là: 1) sự ghen tỵ (envy) - người kém thành đạt muốn phô trương để che giấu sự kém thành đạt; và 2) sự kiêu hãnh (pride) - người ta muốn có danh tiếng thông qua phô trương để cho công việc của mình suôn sẻ hơn. Các nhà kinh tế học ngày nay dùng lý thuyết trò chơi để giải thích hành vi tiêu dùng này, chẳng hạn Friedman and Ostrov (2008). Các nhà kinh tế học và tâm lý học chỉ ra rằng hành vi tiêu dùng phô trương phụ thuộc vào kinh nghiệm, nhận thức và cả ý thức canh tranh của người tiêu dùng.
Liên quan đến hành vi tiêu dùng phô trương, Veblen còn giới thiệu một khái niệm khác, gọi là hàng hóa Veblen. Đây là loại hàng hóa mà giá cả của chúng càng cao thì càng hấp dẫn người mua, bởi vì giá cả chính là thước đo của sự kiêu hãnh.